# Пенинга (железнодорожная станция)
Пе́нинга (карел. Pieninkä) — промежуточная железнодорожная станция Октябрьской железной дороги на 184,8 км перегона Брусничная — Сонозеро Западно-Карельской магистрали.

## Общие сведения
Станция территориально расположена в населённом пункте станция Пенинга Пенингского сельского поселения Муезерского района Республики Карелия. Сдана в эксплуатацию в октябре 1963 года в составе второй очереди Западно-Карельской магистрали. К нечётной (северной) горловине станции примыкает километровый подъездной путь от леспромхоза.
Станция оборудована новым пассажирским павильоном. Функционирует пост ЭЦ, обеспечивая автоблокировку на линии. Пассажирское здание закрыто, билетная касса не работает. Билеты приобретаются в штабном вагоне у начальника поезда. На станции останавливаются все проходящие пассажирские поезда.

## Пассажирское движение
По состоянию на 2019 год по станции проходят пассажирские поезда дальнего следования: № 680 сообщением Петрозаводск — Костомукша — Петрозаводск и № 350 сообщением Санкт-Петербург — Костомукша — Санкт-Петербург.
| Сезонное обращение поездов                  |
| ------------------------------------------- |
| Костомукша — Петрозаводск № 680А            |
| Петрозаводск — Костомукша № 680Ч            |
| Костомукша — Анапа № 680А (Бесперес. вагон) |
| Анапа — Костомукша № 293С (Бесперес. вагон) |

| Круглогодичное обращение поездов                    |
| --------------------------------------------------- |
| Костомукша — Санкт-Петербург № 350В                 |
| Санкт — Петербург-Костомукша № 350А                 |
| Костомукша — Петрозаводск № 350В (Бесперес. вагоны) |
| Петрозаводск — Костомукша № 682А (Бесперес. вагоны) |

| Пригородное обращение по станции |
| -------------------------------- |
| Костомукша — Лендеры № 6674/6673 |
| Лендеры — Костомукша № 6671/6672 |

## Галерея
- Станция Пенинга
- Пассажирская платформа. Вид в сторону ст. Сонозеро.
- Пассажирская платформа. Вид в сторону ст. Брусничная.
- Пути станции. Вид в сторону ст. Сонозеро.
- Пост электрической централизации.